# SN 2009mq
SN 2009mq – supernowa typu Ia odkryta 11 listopada 2009 roku w galaktyce A234459-0359. W momencie odkrycia miała maksymalną jasność 20,10m.